# Noël Ballay
Pour les articles homonymes, voir Ballay (homonymie).
Le docteur Noël Eugène Ballay, né le 14 juillet 1847 à Fontenay-sur-Eure (Eure-et-Loir) et mort le 27 janvier 1902 à Saint-Louis (Sénégal), est un explorateur et un administrateur colonial français, le second gouverneur général de l'Afrique-Occidentale française (AOF).

## Biographie

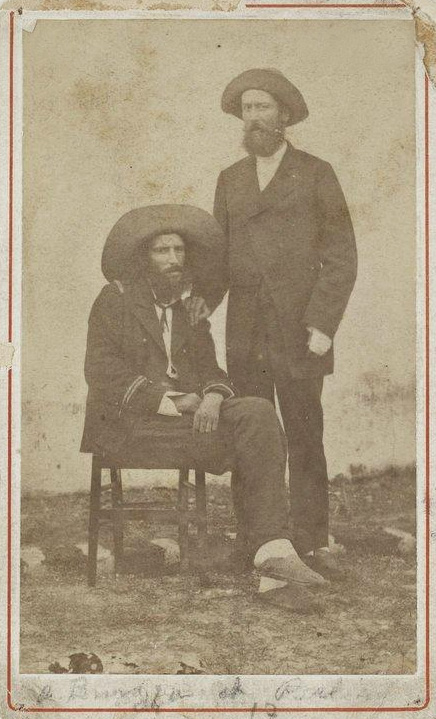
Noël Ballay, debout à droite, à côté de Savorgnan de Brazza

Après l'école communale de Fontenay-sur-Eure, il entre au collège de Chartres où il obtient le baccalauréat, puis fait des études de médecine. Médecin auxiliaire de la Marine et poète, Noël Ballay est né à Fontenay-sur-Eure en 1847. Il est, en 1874, externe médaillé des Hôpitaux de Paris.
Sa thèse de doctorat, plus géographique que médicale, s'intitule Quelques mots sur l'Ogooué et le Bas Congo et les avantages qu'ils offrent au commerce.
En 1875 il fait la connaissance de Savorgnan de Brazza qu'il accompagne lors de sa première expédition dans l’Ogooué. Il participe aussi à la seconde, en 1879, mais à la suite de difficultés matérielles il ne peut rejoindre Brazza et ne le reverra qu'en juin 1883.
Il représente la France à la Conférence de Berlin en 1885 et y défend aussi le point de vue de Savorgnan de Brazza.
En 1886 il est nommé lieutenant-gouverneur du Gabon, mais, désormais en désaccord avec Brazza, il démissionne en 1889. Cette rupture s'avèrera définitive.
Le 2 juillet 1890 il est délégué par la France à la Conférence internationale de Bruxelles pour la suppression de l’esclavage.
En 1891 il devient le premier Gouverneur de la Guinée française, fonde Conakry et tente d'améliorer l'hygiène dans la région, notamment dans les estuaires du pays des Bagas.
Au tournant du siècle le Sénégal est décimé par une épidémie de fièvre jaune, fatale pour nombre d'Européens. Atteint, le Gouverneur général de l'AOF Chaudié regagne la France, tandis que le Docteur Ballay quitte la Guinée pour venir lutter contre le fléau. Il est alors nommé Gouverneur général le 1er novembre 1900. Bientôt malade à son tour, il meurt à Saint-Louis le 26 janvier 1902, « emporté par une fièvre qui ne fut pas diagnostiquée : il n'était plus à Saint-Louis de médecin valide pour ce faire »
Il a droit à des funérailles nationales le 4 mars 1902, célébrées dans la cathédrale de Chartres.
À la mort de Ballay, Ernest Roume lui succède, après un bref intérim de Pierre Capest du 26 janvier 1902 au 15 mars 1902.
Il n'a pas eu de descendance, son neveu André Ballay fut maire de Fontenay-sur-Eure et président du Comice agricole de Chartres.

## Décorations
- Commandeur de la Légion d'honneur (15 juillet 1899)
  -  Officier de la Légion d'honneur (16 janvier 1886)
  -  Chevalier de la Légion d'honneur (4 mars 1879)

## Hommages
En 1906, des timbres à son effigie sont émis en Côte-d'Ivoire, Dahomey, Guinée, Haut-Sénégal et Niger, Mauritanie et Sénégal (trois timbres dans chaque colonie).
En 1904, dans le square du lycée de Chartres, un monument est inauguré, groupe en bronze du sculpteur Henri Allouard. En 1942, le monument est dépouillé de ses bronzes par l'occupant allemand. Il est restitué en 1950 d'après des moulages (square Noël-Ballay).
En 1908, un monument dû également à Henri Allouard est inauguré à Conakry (Guinée), il est inspiré de celui de Chartres mais cependant différent. À la mort du médecin en 1902, le nouvel hôpital de Conaky prend le nom de Noël Ballay, mais il est rebaptisé « Hôpital national Ignace Deen » au moment de l'indépendance.
Dans sa ville natale, Fontenay-sur-Eure, une fresque rend hommage depuis 2002 à l'enfant du pays.
Plusieurs voies publiques portent son nom, notamment à Paris – la rue Noël-Ballay – et à Chartres.
Le 30 novembre 1956, une plaque apposée sur l'hôtel de ville de Libreville est inaugurée : "Au docteur Noël Ballay. Né à Fontenay-sur-Eure 1847. Mort à Saint Louis du Sénégal 1902. Explorateur du Congo 1875-1885. Compagnon de Savorgnan de Brazza. Premier gouverneur du Gabon 1886-1889. Gouverneur et fondateur de la Guinée française 1890. Gouverneur général de l'A.O.F. 1900. Don de la famille Ballay 1956" 

Hommages à Noël Ballay
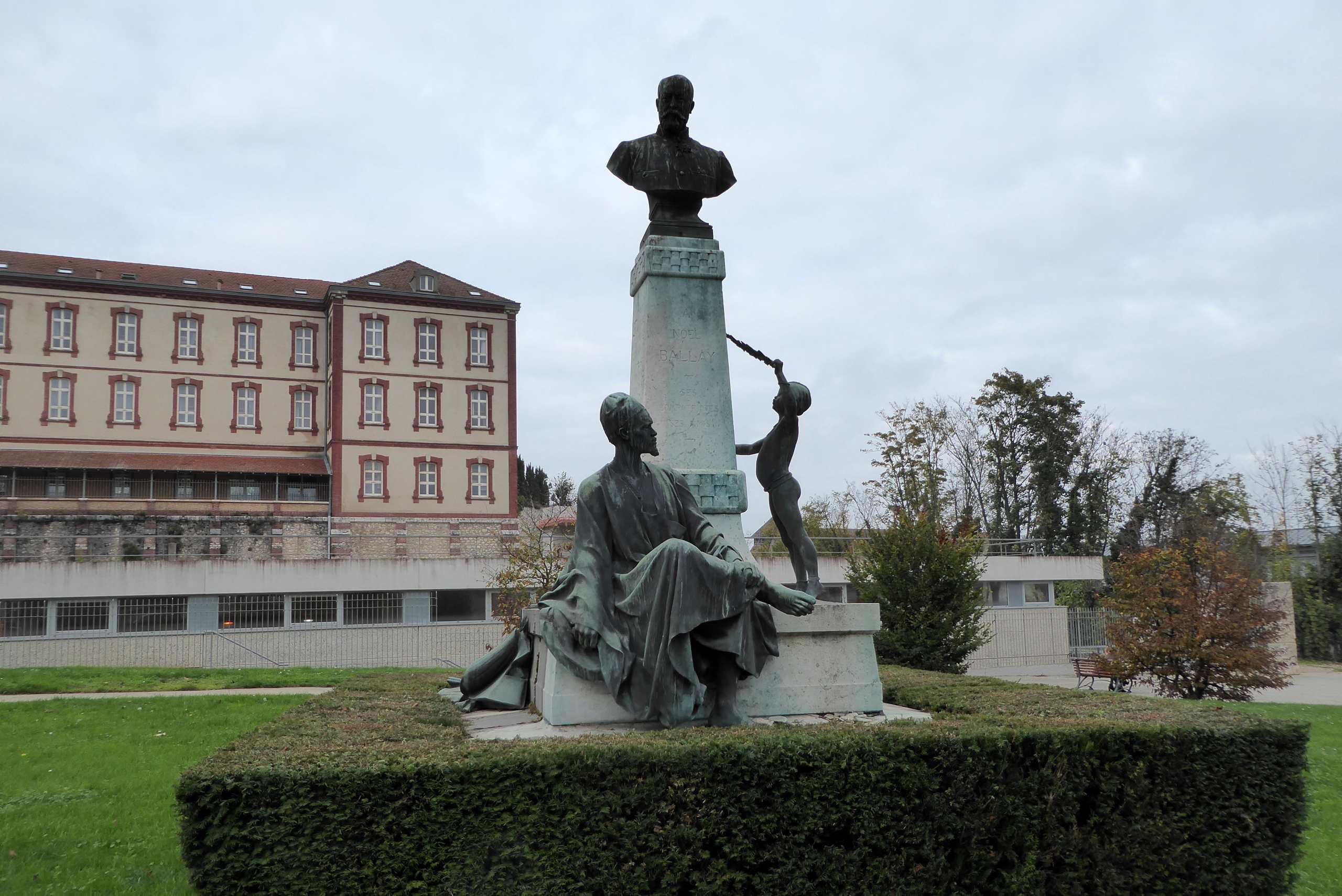
Statue de Noël Ballay à Chartres, Eure-et-Loir (1904).
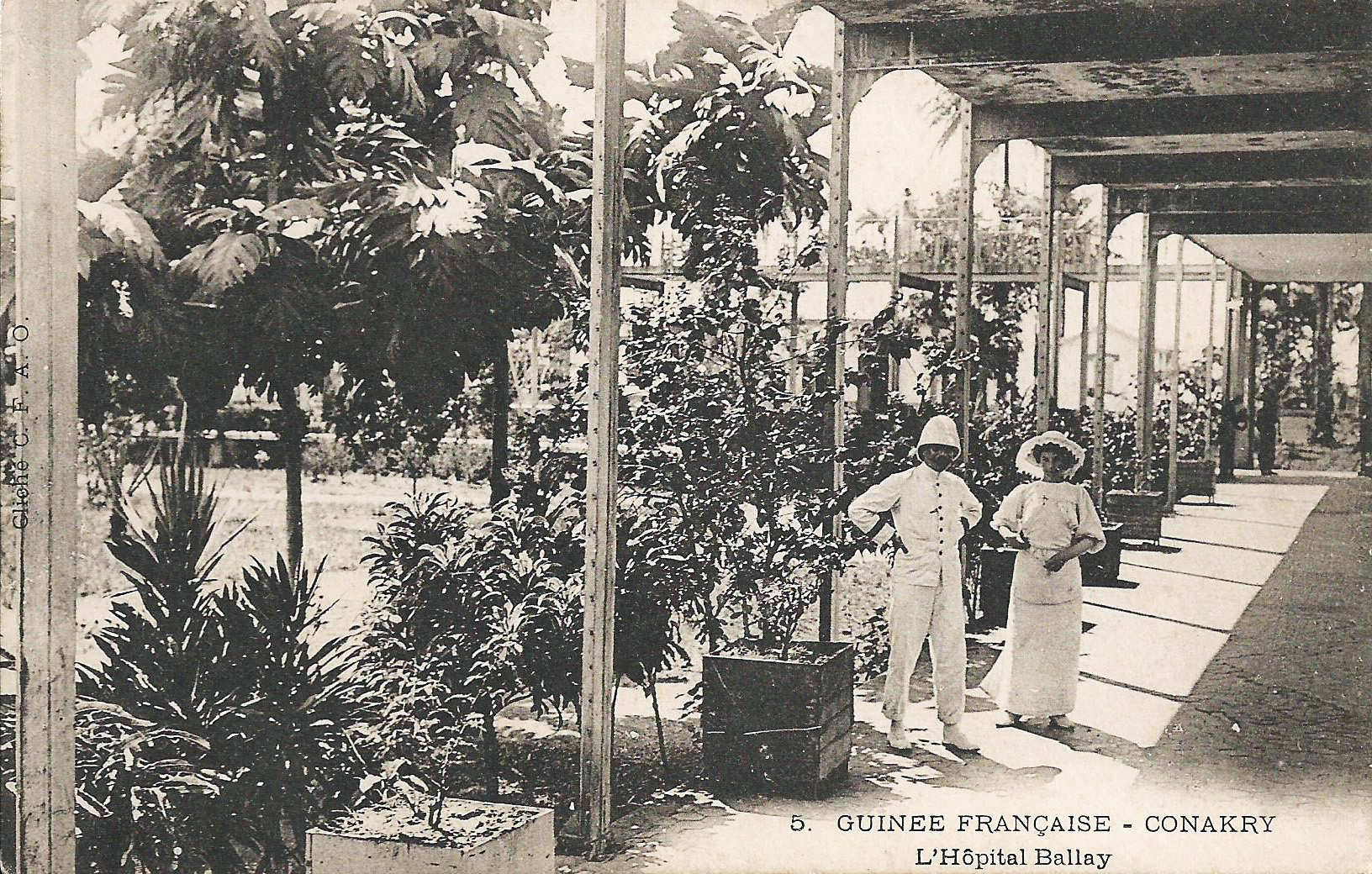
Hôpital Noël Ballay à Conakry, construit en 1900-1901.
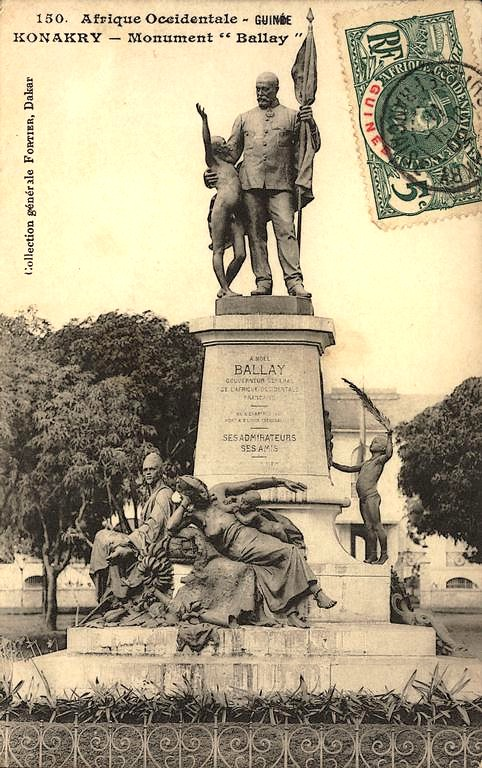
Monument à Conakry, inauguré en 1908.
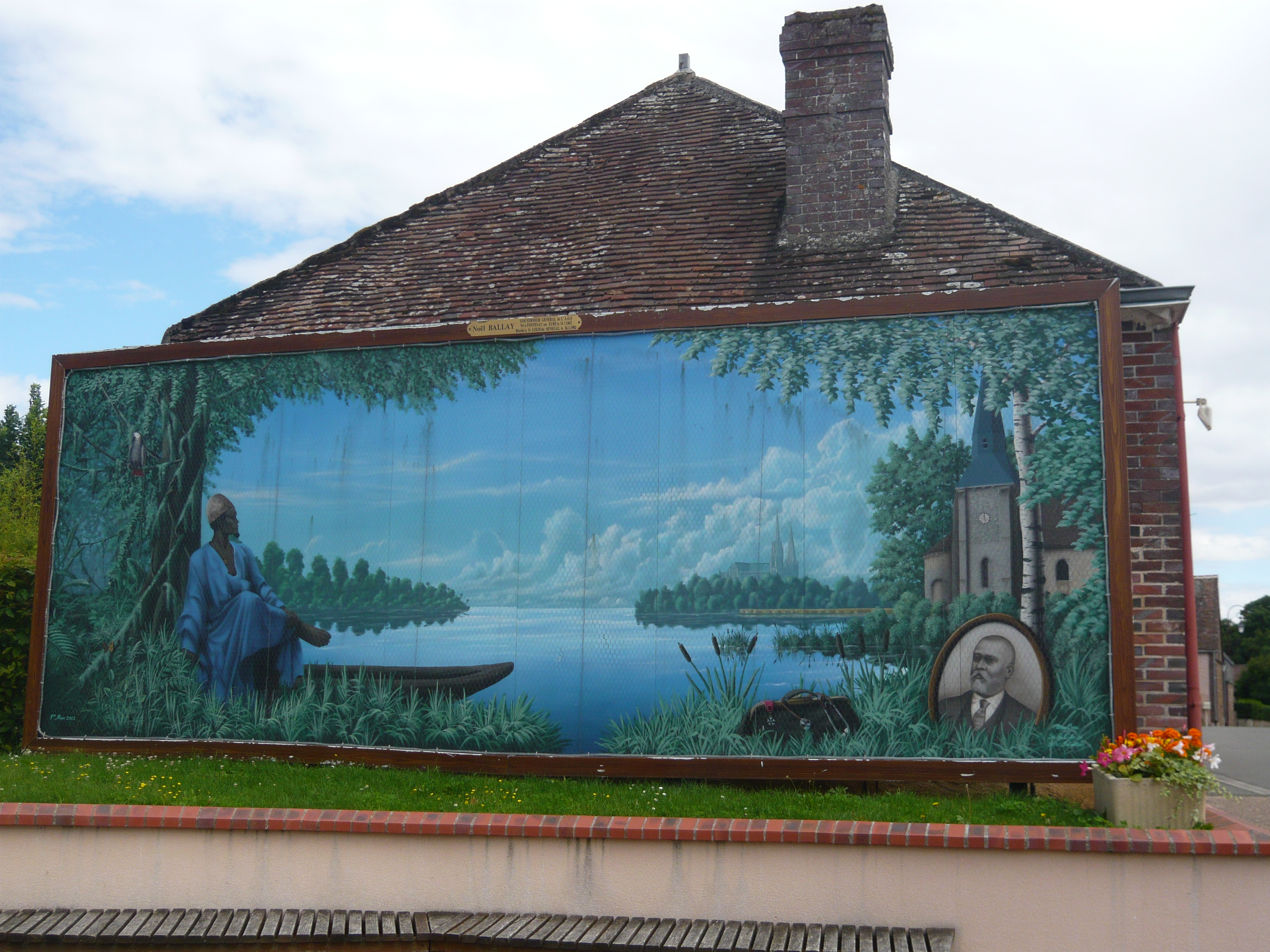
Fresque en hommage à Noël Ballay à Fontenay-sur-Eure, Eure-et-Loir (2002).